# Kökar
Kökar (fiń. Köökari) – miasto na Wyspach Alandzkich (autonomiczna część Finlandii). Według danych szacunkowych na rok 2016 liczy 246 mieszkańców.

## Demografia
- Wykres liczby ludności Kökar na przestrzeni ostatnich stu lat

źródło: 